# 1168

## Събития
- Роман Мстиславович, княз новгородски 1168 – 1169 г.